# Віїшоара (комуна, Біхор)
Віїшоара (рум. Viișoara) — комуна у повіті Біхор в Румунії. До складу комуни входять такі села (дані про населення за 2002 рік):
- Ізвоареле (256 осіб)
- Віїшоара (1038 осіб) — адміністративний центр комуни
- Педурень (2 особи)
- Регя (69 осіб)

Комуна розташована на відстані 432 км на північний захід від Бухареста, 52 км на північний схід від Ораді, 110 км на північний захід від Клуж-Напоки.

## Населення
За даними перепису населення 2002 року у комуні проживали 1365 осіб.
Національний склад населення комуни:
| Національність | Кількість осіб | Відсоток |
| -------------- | -------------- | -------- |
| угорці         | 993            | 72,7%    |
| румуни         | 318            | 23,3%    |
| цигани         | 48             | 3,5%     |
| словаки        | 5              | 0,4%     |
| чехи           | 1              | 0,1%     |

Рідною мовою назвали:
| Мова      | Кількість осіб | Відсоток |
| --------- | -------------- | -------- |
| угорська  | 1029           | 75,4%    |
| румунська | 328            | 24,0%    |
| словацька | 5              | 0,4%     |
| циганська | 1              | 0,1%     |
| німецька  | 1              | 0,1%     |
| чеська    | 1              | 0,1%     |

Склад населення комуни за віросповіданням:
| Релігія            | Кількість осіб | Відсоток |
| ------------------ | -------------- | -------- |
| реформати          | 785            | 57,5%    |
| православні        | 232            | 17,0%    |
| баптисти           | 129            | 9,5%     |
| римо-католики      | 80             | 5,9%     |
| греко-католики     | 71             | 5,2%     |
| п'ятдесятники      | 58             | 4,2%     |
| адвентисти         | 1              | 0,1%     |
| не релігійні       | 1              | 0,1%     |
| не вказали релігію | 2              | 0,1%     |

## Зовнішні посилання
- Дані про комуну Віїшоара на сайті Ghidul Primăriilor [Архівовано 8 лютого 2009 у Wayback Machine.]